# لیتل کرسینگهم
لیتل کرسینگهم (به انگلیسی: Little Cressingham) یک روستا و محله مدنی در بریتانیا است که در Breckland District واقع شده‌است. لیتل کرسینگهم ۱۱٫۹۰ کیلومتر مربع مساحت دارد.